# Maesobotrya klaineana
Maesobotrya klaineana là một loài thực vật có hoa trong họ Diệp hạ châu. Loài này được (Pierre) J.L�onard mô tả khoa học đầu tiên năm 1994.